# The Twilight Saga: Breaking Dawn – Part 2 (nhạc phim)
The Twilight Saga: Breaking Dawn – Part 2 là album nhạc phim của phim Hừng Đông - Phần 2.

## Danh sách track
| STT              | Nhan đề                                             | Nghệ sĩ                    | Thời lượng |
| ---------------- | --------------------------------------------------- | -------------------------- | ---------- |
| 1.               | "Where I Come From"                                 | Passion Pit                | 3:39       |
| 2.               | "Bittersweet"                                       | Ellie Goulding             | 3:56       |
| 3.               | "The Forgotten"                                     | Green Day                  | 4:59       |
| 4.               | "Fire in the Water"                                 | Feist                      | 2:30       |
| 5.               | "Everything and Nothing"                            | The Boom Circuits          | 4:25       |
| 6.               | "The Antidote"                                      | St. Vincent                | 3:39       |
| 7.               | "Speak Up"                                          | POP ETC                    | 4:40       |
| 8.               | "Heart of Stone"                                    | Iko                        | 3:53       |
| 9.               | "Cover Your Tracks"                                 | A Boy and His Kite         | 4:31       |
| 10.              | "Ghosts"                                            | James Vincent McMorrow     | 3:45       |
| 11.              | "All I've Ever Needed"                              | Paul McDonald & Nikki Reed | 3:56       |
| 12.              | "New for You"                                       | Reeve Carney               | 3:10       |
| 13.              | "A Thousand Years, Pt. 2" (hợp tác với Steve Kazee) | Christina Perri            | 5:07       |
| 14.              | "Plus que ma propre vie"                            | Carter Burwell             | 4:15       |
| Tổng thời lượng: | Tổng thời lượng:                                    | Tổng thời lượng:           | 53:05      |

## Bản score
| STT              | Nhan đề                                   | Thời lượng |
| ---------------- | ----------------------------------------- | ---------- |
| 1.               | "Twilight Overture"                       | 3:02       |
| 2.               | "A World Bright and Buzzing"              | 1:12       |
| 3.               | "The Lamb Hunts The Lion"                 | 1:59       |
| 4.               | "Meet Renesmee"                           | 2:43       |
| 5.               | "Here Goes Nothing"                       | 0:59       |
| 6.               | "Sparkles At Last"                        | 1:04       |
| 7.               | "Catching Snowflakes"                     | 1:41       |
| 8.               | "The Immortal Children"                   | 2:01       |
| 9.               | "Merchant of Venice"                      | 0:44       |
| 10.              | "Into The White"                          | 1:04       |
| 11.              | "Renesmee's Lullaby / Something Terrible" | 3:03       |
| 12.              | "A Way With The World"                    | 1:38       |
| 13.              | "The Amazon Arrives"                      | 1:00       |
| 14.              | "A Yankee Vampire"                        | 1:07       |
| 15.              | "Cloud Forest"                            | 1:23       |
| 16.              | "Witnesses"                               | 1:37       |
| 17.              | "We Will Fight"                           | 0:57       |
| 18.              | "Shield Training"                         | 2:09       |
| 19.              | "At Bedtime A Child Asks About Death"     | 1:14       |
| 20.              | "Decoding Alice"                          | 1:45       |
| 21.              | "The Driving Question"                    | 1:09       |
| 22.              | "Present Time"                            | 2:11       |
| 23.              | "This Extraordinary Life"                 | 2:11       |
| 24.              | "Gathering In Snow"                       | 2:45       |
| 25.              | "She Is Not Immortal"                     | 0:53       |
| 26.              | "Reading Edward"                          | 0:55       |
| 27.              | "Magnifica"                               | 1:10       |
| 28.              | "Irina Loses Her Head"                    | 2:52       |
| 29.              | "Aro's Oration"                           | 2:48       |
| 30.              | "A Kick In The Head"                      | 0:58       |
| 31.              | "Exacueret Nostri Dentes in Filia"        | 1:48       |
| 32.              | "Chasing Renesmee"                        | 1:20       |
| 33.              | "A Crack In The Earth"                    | 2:24       |
| 34.              | "Aro's End"                               | 1:52       |
| 35.              | "That's Your Future"                      | 0:52       |
| 36.              | "Such A Prize"                            | 3:25       |
| Tổng thời lượng: | Tổng thời lượng:                          | 55:15      |